# Karen (etnia)
I Karen (o Kariang, oppure Yang o Kayin; in italiano anche Cariani) costituiscono un gruppo etnico concentrato soprattutto in Birmania (dove si contano 4 milioni di appartenenti) e in Thailandia (che registra una presenza di 400.000 individui). Gruppi più piccoli si trovano in India, mentre è trascurabile, dopo la seconda guerra mondiale, la loro presenza nelle sedi originarie del Tibet.
Praticano il buddismo, ma presso di loro sono presenti diverse minoranze cristiane, sia di rito siriaco, sia cattoliche e protestanti, insieme ad altre ancora che seguono delle particolari pratiche derivate dal cattolicesimo orientalizzato dei Taiping cinesi del XIX secolo.
Parlano la lingua karen, che è molto simile al birmano e ha un alfabeto caratterizzato dagli stessi caratteri circolari o semi-circolari.
I Karen di Birmania sono spesso in conflitto con il governo centrale di Naypyidaw a causa della negata indipendenza nazionale e della repressione nei loro confronti.
La divisione amministrativa Karen (chiamata Stato Kayin) gode tuttavia di una formale autonomia. La capitale è Pa-An, che con i suoi circa 40.000 abitanti è l'unico centro cittadino di rilievo, mentre la maggior parte delle persone di etnia karen vive in villaggi.
Alcuni karen, guidati dal gruppo armato Unione Nazionale Karen (Karen National Union, KNU), combattono il governo centrale dal 1949. In origine, l'obiettivo ufficiale era l'indipendenza, ma dal 1976 il KNU chiede la creazione di uno stato federale che lasci ampia autonomia allo Stato Karen.

## Distribuzione

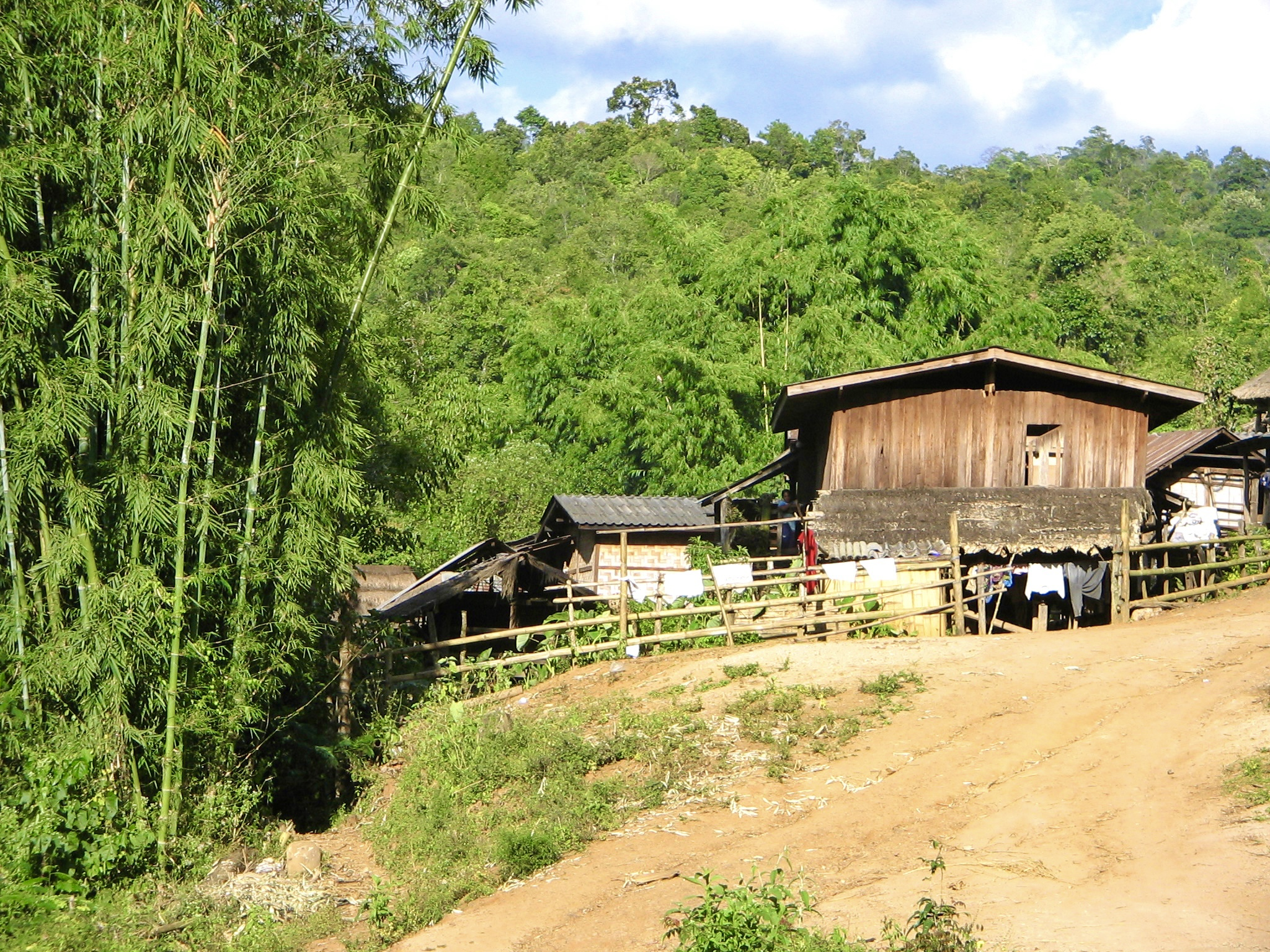
Villaggio Karen

I Karen vivono soprattutto nella zona orientale della Birmania, al confine con la Thailandia, soprattutto nello stato Karen e nello stato Kayah, ma anche nel sud dello stato Shan, nella divisione dell'Irrawaddy e nel Tenasserim. Non amano essere chiamati karen, perché karen in Birmano significa rozzo, primitivo. Ma da un po' di tempo il termine ha cambiato significato, proprio a causa del conflitto fra i bamar e gli stessi karen.
Il numero totale dei karen è difficile da stimare, dato che l'ultimo censimento in Birmania fu fatto nel 1983. Si stima che in Myanmar oggi ci siano 4 o 5 milioni di karen, pari al 7% della popolazione totale, mentre in Thailandia se ne contano più di 400.000.

## Storia
Questo popolo turco-mongolico è originario del Tibet e delle steppe della Mongolia e giunse nelle attuali sedi verso il VI secolo a.C. dopo una lunga migrazione durata centinaia di anni. L'arrivo nelle zone birmane e thailandesi, in cerca di rifugio, da parte dei Karen tibetani che fuggivano dall'occupazione giapponese della loro terra durante la Seconda guerra mondiale, fu all'origine del riesplodere virulento delle annose tensioni tra il popolo Karen e la popolazione Burma. Come conseguenza di ciò vennero distrutti diversi villaggi e perpetrati dei veri e propri massacri di cui furono responsabili sia le forze di occupazione giapponesi che i miliziani dell'Esercito indipendentista birmano.
Nel marzo del 1946 si tiene la prima Conferenza di Panglong, nell'omonima cittadina dello Stato Shan, nel nord-est della Birmania, per decidere le sorti delle 135 minoranze etniche al momento in cui i britannici avrebbero abbandonato il paese. In quell'occasione i delegati karen chiesero la formazione di uno stato karen separato e indipendente che comprendesse anche le divisioni di Tenasserim, Nyauglebin e di Irrawaddy, nonché i distretti di Hantha Waddy e Insein, tutte aree dove i karen erano presenti come minoranza.
Alla seconda Conferenza di Panglong, nel febbraio del 1947, fu trovato un accordo tra Aung San e i rappresentanti di 23 importanti minoranze etniche, tra i quali i leader Shan, Chin e Kachin. L'accordo garantiva pari diritti per le minoranze etniche e una larga autonomia alle "aree di frontiera". A Panglong però i karen inviarono solo 4 osservatori, continuando a sostenere la loro richiesta di uno stato indipendente. Il 19 luglio 1947 Aung San viene assassinato dai sicari del suo avversario politico U Saw.
Nel 1948 la Birmania ottenne l'indipendenza dall'Impero britannico. La nuova costituzione prevede la possibilità per le 'regioni etniche' di indire un referendum per decidere l'eventuale secessione dall'Unione dopo 10 anni. Il governo di U Nu, eletto come successore di Aung San, si ritrova a combattere contro una serie infinita di insorgenze, le principali sono quelle portate avanti dai karen e dai comunisti. La guerra civile in cui sprofonda la Birmania solo dopo pochi mesi dall'ottenimento dell'indipendenza non è ancora terminata. In un rapporto dell'organizzazione internazionale "Human Rights Watch" si calcola che dal 1960 i civili sfollati nella sola regione dei karen sono stati oltre un milione e dall'inizio del 2006 sono stati distrutti quasi trecento villaggi e una cifra intorno alle centomila persone ha dovuto fuggire di fronte ai continui attacchi dei militari birmani. I karen, a differenza di altre minoranze etniche birmane, si oppongono per motivi etici al traffico di droga.
Nell'ottobre del 2009 il vicepresidente dell'Unione Nazionale Karen, David Thackrabaw, e il colonnello dell'Esercito di Liberazione Nazionale Karen (KNLA), Nerdah Mya, vengono ufficialmente ricevuti a Roma dal sottosegretario agli Esteri Stefania Craxi, che si impegna a nome del governo italiano ad assistere l'Unione nazionale nella sua battaglia per l'autodeterminazione e ad aprire i canali dell'assistenza sanitaria dalla Thailandia.

## Attività delle ONG italiane
Nel distretto di Dooplaya operano alcune organizzazioni non governative italiane che hanno suscitato controversie per la prossimità a organizzazioni di estrema destra e per alcune loro attività. 
Nel distretto esiste un villaggio, chiamato "l'Uomo Libero village", che prende il nome dall'Associazione "l'Uomo Libero", onlus trentina di estrema destra che ne ha reso possibile la costruzione.
Nello stesso distretto opera Comunità Solidarista Popoli, una ONLUS veronese vicina a Casapound, fondata dall'ex calciatore della Roma Paolo Alberto Faccini e dal giornalista veronese Franco Nerozzi autore del libro" Nascosti Tra le Foglie" edito da Altaforte edizioni ove si percorre alcuni tratti di questa sanguinosa lotta (condannato, con patteggiamento della pena, a un anno di detenzione dopo che il suo nome era comparso nelle indagini sui mercenari reclutati da Bob Denard nel presunto progetto di colpo di Stato ai danni di Azali Assoumani, presidente delle Comore). La Onlus, che opera da anni a sostegno della popolazione karen con fornitura di medicinali e generi di prima necessità, è sospettata dalla Procura di Verona di allestire campi di addestramento paramilitari.